# Arrhapa frontalis
Arrhapa frontalis är en fjärilsart som beskrevs av Walker 1862. Arrhapa frontalis ingår i släktet Arrhapa och familjen trågspinnare. Inga underarter finns listade i Catalogue of Life.